# マリー＝ガブリエル・カペ
マリー＝ガブリエル・カペ（Marie-Gabrielle Capet, 1761年9月6日 - 1818年11月1日）は、新古典主義のフランスの画家である。

## 生涯

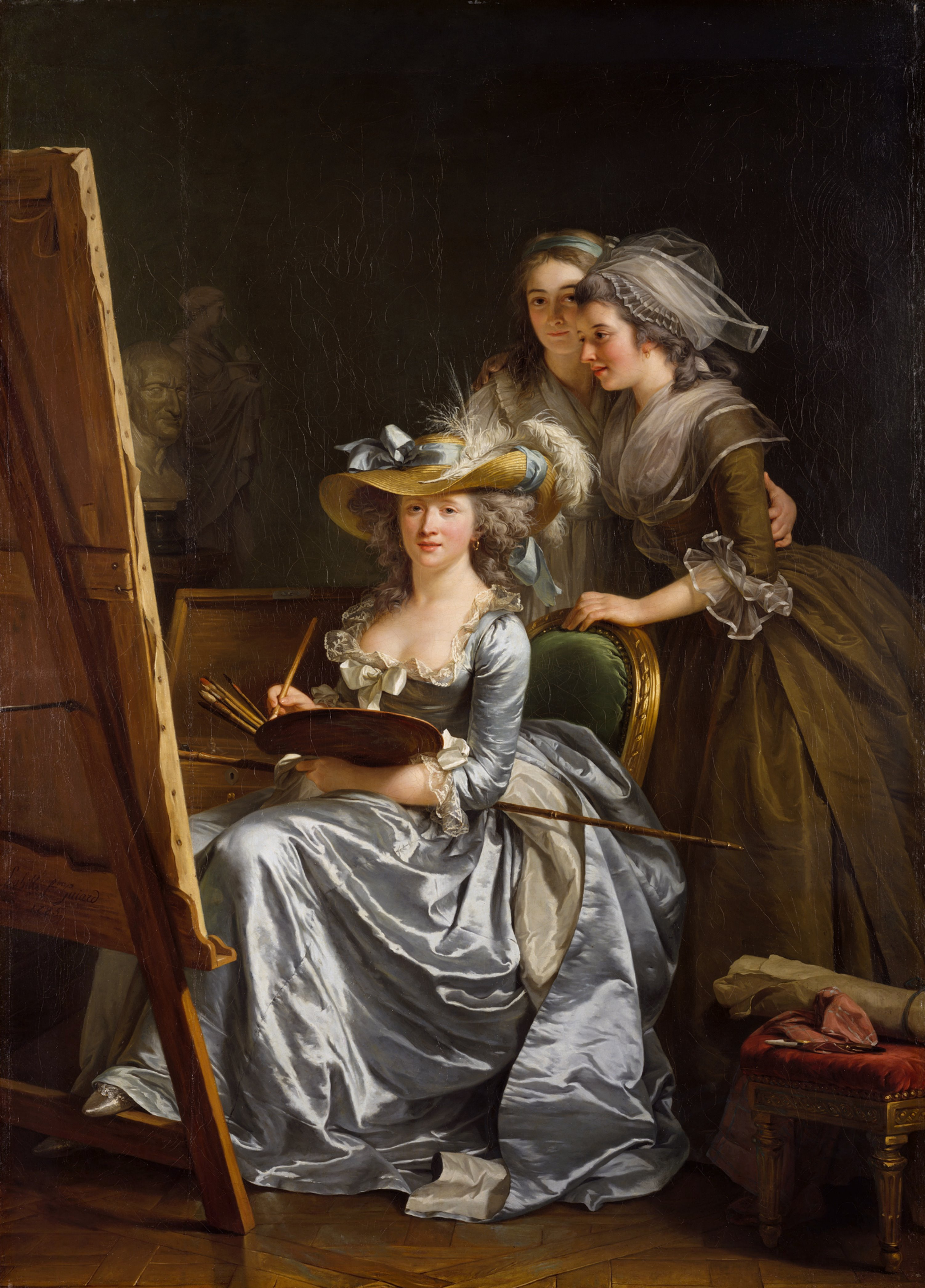
アデライド・ラビーユ＝ギアール『二人の弟子マリー・カペ、カロー・ド・ロズモンと一緒の自画像』1785年, メトロポリタン美術館蔵

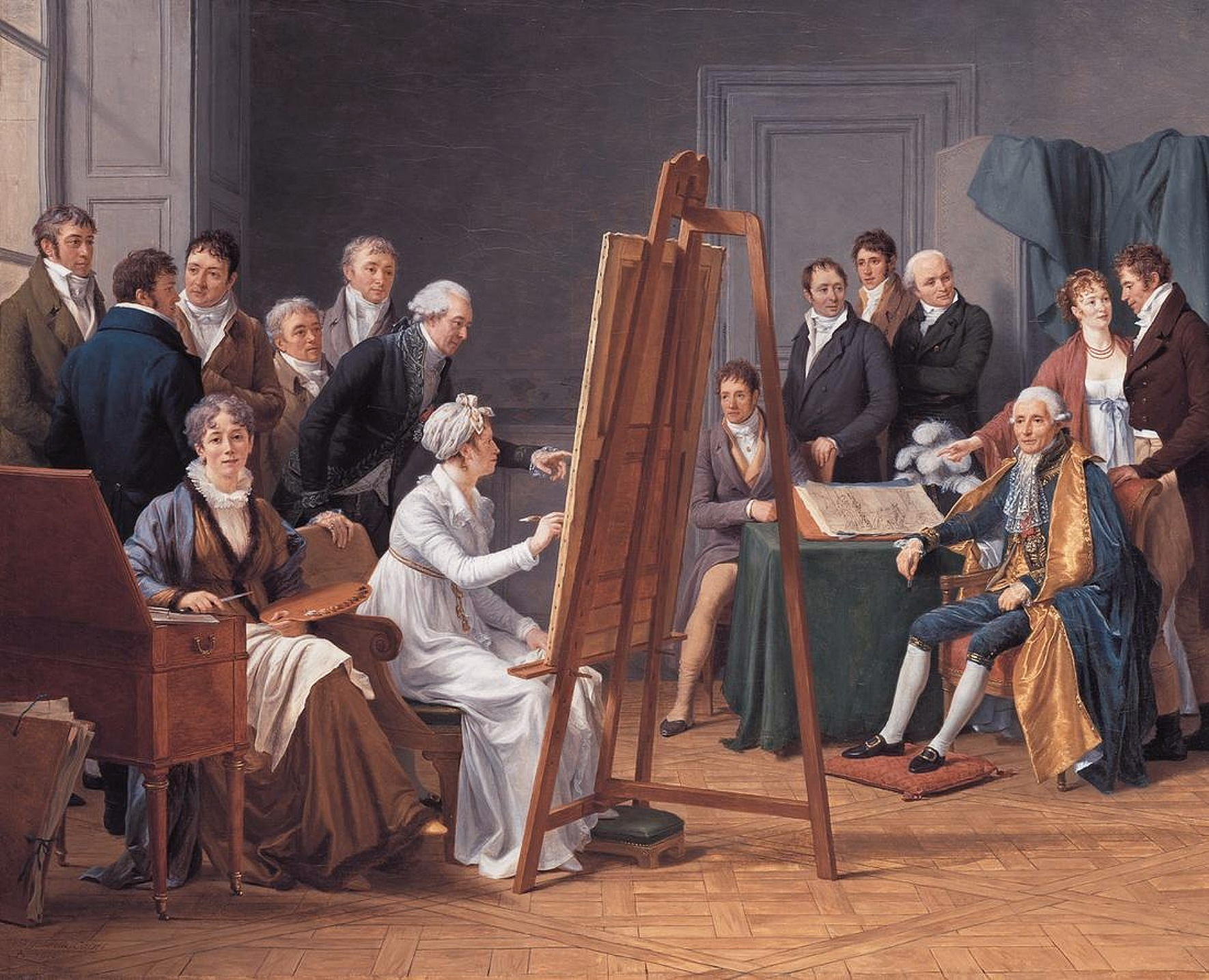
マリー＝ガブリエル・カペ『1800年のラビーユ＝ギアール・ヴァンサンのアトリエで』1808年、ノイエ・ピナコテーク

マリー＝ガブリエル・カペは1761年に使用人の娘として生まれた。1781年、20歳の時に、アデライド・ラビーユ＝ギアールの運営する「女性のための美術学校」で画家になる勉強をするためにパリへ旅立った。同級生にマリー＝ヴィクトワール・ダヴリル（Marie-Victoire d'Avril）とカロー・ド・ロズモン（Carraux de Rosemond）がいた。その後、数点のデッサンとパステル画が Salon de la Jeunesse に初出品されたが、若い芸術家はまだ無名であった。その後の2年間で彼女は油絵に熟達し、1783年と1784年に油絵による最初の『自画像』を作成している。国立西洋美術館所蔵の自画像はこの頃描かれと見られ、無名の美術家たちの作品を公開する機会となっていた青年美術家展に出品された作である可能性が高い（同展には85年まで出品）。そしてまた1785年からカペの大きな作品が Salon de la Jeunesse に展示された。同じ年に2枚の絵が役員によって Salon de la Correspondance に送られ、1786年に1枚のパステル画が展示された。彼女の作品は好評を得、ラビーユ＝ギアールの弟子であることも手伝って作品を依頼されるようになった。
彼女の肖像画の主なものにフォンテーヌブローの管理人の妻のLongrois夫人、オラトリオ会の総長Moisset神父、アデライド・ラビーユ＝ギアールも描いたアデライード王女とヴィクトワール王女(1787年)などがある。1791年フランス革命の影響でサロンが女性にも開かれると、彼女はそこに出品した21人の女性画家の一人となり、細密画（ミニアチュール）を出品した。これにより彼女は職歴の最後まで有名で、以後1814年まで継続的にサロンで作品を発表している。 Etienne Elias、弁護士のNicolas-Pierre Berryer、劇作家で裁判所メンバーのMarie-Joseph Chénierなどのいくつかのパステル画の肖像画は個人の注文によるものである。カペは、しばしばフランソワ＝アンドレ・ヴァンサン、アデライド・ラビーユ＝ギアールをはじめとしてジョゼフ＝マリー・ヴィアン、ジョセフ・ブノワ・シュヴァ、ジャン＝アントワーヌ・ウードン、エティエンヌ・パリエール、シャルル・メニエなどの代作をしている。マリー・カペは1781年以来師匠のアデライド・ラビーユ＝ギアールと同居しており、1799年にギアールが彼女の師であるヴァンサンと再婚した後は3人でルーブル宮殿に、1802年からは現在のフランス学士院に住む。ギアールが病気になった時、カペはギアールが1803年に死ぬまで看病し、その後も単身になったヴァンサンが1816年に亡くなるまでその隣人・友人であり続けた。1814年から彼女は歴史画に取り組み、健康の女神ヒュギエイアの神話画を描いた。この作品は Dr. Moreau de la Sarthe に売却されている。彼女の最後の油絵作品と見られる『Demetz夫人の肖像』は1815年に描かれ、彼女の手元に置かれた。彼女は1818年にパリのラベイ通りで死去している。
現在確認されている作品数は多くない。パステル画やミニアチュールはフランスやアメリカの公共美術館にも含まれるが、多くは個人コレクションに収まっている。油彩は更に少なく、国立西洋美術館・ノイエ・ピナコテークの他は、ディジョンの美術館に女性肖像画が見られる程度である。